# General Electric Passport
Le General Electric Passport (anciennement appelé TechX) est un turboréacteur à fort taux de dilution développé par GE Aviation.

## Caractéristiques
Le moteur Passport est conçu pour produire de 10 000 à 20 000 livres-force (44 à 89 kN) de poussée. Il inclut de nombreuses technologies nouvelles, comme le disque aubagé monobloc (DAM), la réduction des NOx de combustion et la nouvelle nacelle O-Duct permettant une inversion de poussée.
GE propose l'utilisation du moteur pour les avions d'affaires et les avions régionaux, où il remplacera le CF34.
GE développe la base de la technologie de l'e-core (compresseur haute-pression, chambre de combustion, turbine haute-pression) du LEAP-X, développé en parallèle avec Safran dans la coentreprise CFM International, en utilisant une chambre de combustion maigre et un DAM métallique de 130 cm, la première application de cette technologie sur un moteur de cette taille. En plus d'éliminer la nécessité d'équilibrer un système de moyeu et la lame, le DAM élimine les fuites d'air autour des pales de la soufflante, améliorant ainsi son efficacité aérodynamique.
Les essais d'ingénierie ont débuté en 2010.
Le 16 mai 2011, le TechX a été rebaptisé Passport.
Le moteur Passport va être équipé d'une nacelle unique, dénommée O-Duct, élaborée par Safran Nacelles dans l'usine du Havre, en France. Cette nacelle en « O », se retirant vers l'arrière à l'atterrissage, va remplacer l'ancien système de doubles nacelles D-Duct équipant tous les moteurs anciens et permettre une inversion de poussée plus importante et plus économique.
Créé en 2008, Nexcelle a été sélectionné pour fournir les systèmes de nacelle pour deux grands programmes de moteurs : les moteurs LEAP-X de CFM International pour les jets commerciaux Comac C919, et le Passport de General Electric Aviation pour les avions d'affaires Global 7000 et 8000 de Bombardier.

## Spécifications

### Caractéristiques générales
- Type : turboréacteur à double flux à fort taux de dilution
- Longueur : 337 cm
- Diamètre : 130 cm
- Masse à sec : 2066 kg

### Composants
- Compresseur : Axial, une soufflante, 3 étages de compresseur basse pression, 10 étages de compresseur haute pression (rapport de pression 23/1)
- Chambre de combustion : annulaire, à faibles émissions
- Turbine : Axiale, 2 étages de turbine haute pression, 4 étages de turbine basse pression
- Type de carburant : Jet-A

### Performances
- Poussée maximale : 78,93 – 84,16 kN
- Taux de compression global : 45:1
- Rapport poussée sur poids : 3,9 - 4,2

### Développements liés
- CFM International LEAP-X

### Moteurs comparables
- General Electric CF34